# Jan Clifford (1710-1772)
Jan Clifford, né à Amsterdam le 11 juin 1710 et mort à Amsterdam le 21 septembre 1772, est un homme politique néerlandais.

## Biographie
Jan Clifford est le fils de George Clifford (1685-1760) et de Johanna Bouwens, ainsi que le frère de Pieter Clifford. Marié avec Anna Wolters, il est le beau-père de Jan de Witt (1755-1809) et le grand-père de Jan Clifford (1768-1823).

## Fonctions et mandats
- Bourgmestre d'Amsterdam : 1768, 1771